# アレスデザイン・パンサー プロジェクト1
パンサー プロジェクト1 (英: Panther Project Uno)は、イタリアの自動車メーカー、アレスデザインがランボルギーニ・ウラカンをベースにし、デ・トマソ・パンテーラをオマージュして開発、製造したスーパーカーである。

## 概要
2017年に同社によって「プロジェクトパンサー」としてランボルギーニ・ウラカンをベースとしたデ・トマソ・パンテーラのオマージュモデルを開発する計画を発表した。
2019年12月、第89回コンコルソデレガンツァにて同社の「Legends Reborn」シリーズ最初の製品としてプロトタイプが公開された。
名前に関しては「パンテーラ」という名前がデ・トマソの運営権が他企業に移管して使えなくなったために、イタリア語表記である「パンテーラ」ではなく、英語表記の「パンサー」となった。価格は日本円で75,000,000円である。